# Moshi

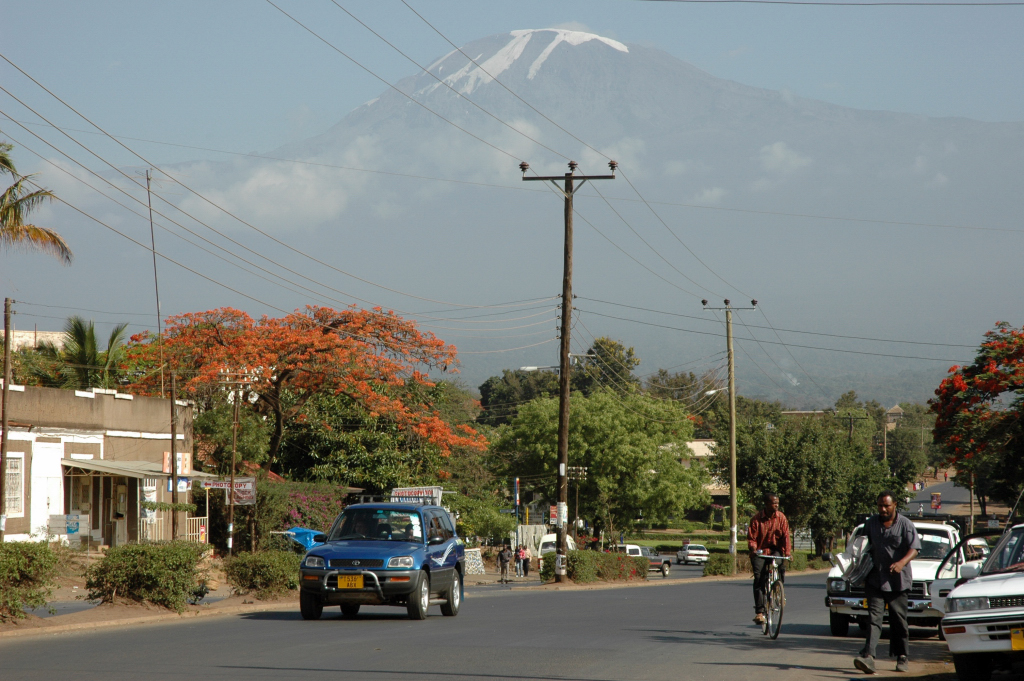
Gata i Moshi, med Kilimanjaro i bakgrunden.

Moshi är en stad i nordöstra Tanzania, och är den administrativa huvudorten för regionen Kilimanjaro. Den är belägen vid den södra foten av Kilimanjaro, Afrikas högsta berg, med endast ett fåtal mil till gränsen mot Kenya. Staden är ett av regionens sex distrikt och har en beräknad folkmängd av 192 501 invånare 2009 på en yta av 60 km². Distriktet är indelat i femton mindre administrativa enheter av en typ som kallas shehia, varav samtliga är klassificerade som urbana enheter. 